# Anomala prasinicollis
Anomala prasinicollis är en skalbaggsart som beskrevs av Bates 1891. Anomala prasinicollis ingår i släktet Anomala och familjen Rutelidae. Inga underarter finns listade i Catalogue of Life.